# 冨田格
冨田 格（とみた いたる、1964年8月20日 - ）は、日本の著述家。ゲイ公表者。

## 来歴
ゲイ雑誌の編集業務に20年間携わる。その間家族には自身がゲイであることを隠してきた。2014年夏に実兄に自身がゲイであることをカミングアウトした。2024年7月『デイリーWill』に出演し、2024年の東京都知事選選挙の結果やLGBT等多様な話題について2時間にわたって山根真と語り合った。
2024年10月27日投開票の第50回衆議院議員総選挙に日本保守党から比例東京ブロック単独3位で立候補したが、日本保守党は同ブロックで議席を確保できず落選した。

## 著作
- 「だから、いま、みんなが使いやすいトイレを考える」『Oriijin = オリイジン : 暮らす&働くわたしのココロスタイル : インクルージョン&ダイバーシティマガジン』110-112, 2020
- 「中村裕が蒔いた奇跡の種 〈太陽の家〉とパラスポーツ」『Oriijin = オリイジン : 暮らす&働くわたしのココロスタイル : インクルージョン&ダイバーシティマガジン』86-88, 2019
- 「『映画』が教えてくれる多様性(ダイバーシティ)」『Oriijin = オリイジン : 暮らす&働くわたしのココロスタイル : インクルージョン&ダイバーシティマガジン』114-116, 2018

## 人物
かつては中道左派であったとする。自身の性的指向に対する最初の理解者は実兄であり、それをきっかけに実兄の家族などに自分の性的指向について伝えることが出来るようになったとする。